# Electro (musica)
L'electro (o electro-funk) è un genere di musica elettronica e hip hop, emerso agli inizi degli anni ottanta.
L'electro trae ispirazione tanto dalla musica elettronica dei Kraftwerk quanto al funk il boogie newyorkese e il techno pop tedesco e giapponese. Viene spesso realizzata utilizzando drum machine Roland TR-808 e, se presenta un accompagnamento vocale, un vocoder o una talkbox. Si differenzia pertanto dalla disco music, in cui le sonorità elettroniche avevano spesso un ruolo piùmarginale e dal molto simile boogie, in quanto conferisce meno importanza alla voce.
I primi anni ottanta rappresentarono il periodo più importante del genere. Verso la metà degli anni ottaanta, l'electro si è allontanò dalle sue influenze elettroniche e funk, a favore di ritmi più pesanti e campionamenti rock, esemplificati da Run DMC. L'electro tornò popolare alla fine degli anni novanta. Nel 2007 si assistette a un revival dello stile. L'electro si è ramificato in alcuni sottogeneri, compresi l'electrocore e lo skweee.
Il genere vide tra i principali musicisti, oltre ai sopracitati Kraftwerk, Drexciya, Cybotron, Aux 88, Adult, Carl Finlow, I-F, Hecker & Kittin, Two Lone Swordsmen, Dave Clarke, Anthony Rother, Arthur Baker, Afrika Bambaataa, Warp 9 e Hashim. Tra le prime tracce electro seminali vi sono Planet Rock (1982) di Afrika Bambaata e Nunk (1982) degli Warp 9. Le principali etichette discografiche sono invece West End, Prelude, Sugar Hill, Emergency, Profile, Tommy Boy, Streetwise e Becket.

## Definizione e caratteristiche
Sebbene l'electro sia spesso considerata un frutto di Kraftwerk e gli artisti di Detroit, non va sottovalutato l'impatto esercitato da altri artisti e gruppi meno influenti tra cui artisti funk come Parliament, Trouble Funk e Cameo, certe colonne sonore disturbanti di John Carpenter come quella di Halloween, nonché le formazioni Miami bass Luke Skywalker e 2 Live Crew, l'EBM e l'Italo disco. Altre influenze si possono ricercare nel boogie, come dimostra in particolare Feels Good degli Electra (Emergency), la traccia post-disco You're the One for Me dei D Train (Prelude), e le produzioni di Eric Matthew/Darryl Payne come Thanks to You di Sinnamon (Becket), ed ancora On a Journey (I Sing The Funk Electric) di Electrik Funk (Preludio) technopop tedesco e giapponese, nonché la futurologia di Alvin Toffler, i film di arti marziali e la musica per videogiochi..
Come afferma Greg Wilson:
(Greg Wilson)
Sin dall'inizio, una delle caratteristiche distintive dell'electro è l'uso di drum machine, in particolare della Roland TR-808, sulla quale si basa il ritmo della traccia. Con le evoluzioni tecnologiche, il genere si evolse sempre più adottando anche i computer e i campionamenti, che sostituirono gradualmente le drum machine.
I pattern di batteria elettronica classici (anni ottanta) tendono ad essere emulazioni elettroniche di breakbeat (occasionalmente viene utilizzato anche un pattern four-on-the-floor), con una grancassa sincopata e di solito un rullante o un clap che accentuano il backbeat. La differenza tra la ritmica electro e breakbeat (o break) è che l'elettronica tende ad essere più meccanica, mentre i breakbeat tendono ad avere una sensazione più simile alla batteria acustica, come fosse quella di un batterista dal vivo. La definizione, tuttavia, è di natura alquanto ambigua a causa dei vari usi del termine.
A differenza della house e la techno, l'electro non fa affidamento su una ritmica 4/4 continua, ma si concentra maggiormente su elementi ritmici percussivi. Oltre a ribadire che l'electro non presenta una ritmica 4/4, il disc jockey Dave Clarke affermò che l'approccio dell'electro è "anticonvenzianale" (left-field).

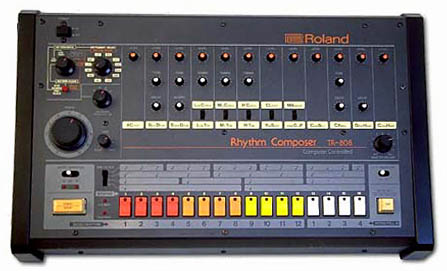
La Roland TR-808

La drum machine Roland TR-808 venne lanciata nel 1980, divenendo uno strumento fondamentale nella definizione della prima electro. I ritmi staccati e percussivi tendevano a dominare l'electro, con l'uso quasi esclusivo della TR-808. Tale apparecchio era relativamente economico e il suo suono di grancassa era in grado di generare frequenze estremamente basse: tali fattori contribuirono al suo successo.. Questo aspetto della Roland TR-808 era particolarmente allettante per i produttori che provavano i loro brani nelle discoteche (come il Funhouse di New York), dove il suono della grancassa era essenziale per il successo di un disco. I suoi suoni di percussioni unici come handclap, clave e cowbell, divennero parte integrante del suono electro. Un certo numero di canzoni popolari nei primi anni ottanta utilizzavano il TR-808, tra cui Sexual Healing di Marvin Gaye, Clear di Cybotron e Planet Rock degli Afrika Bambaataa. La Roland TR-808 divenne così uno strumento iconico, utilizzata su più hit di qualsiasi altra drum machine. I suoni campionati presenti della Roland TR-808 rimasero popolari anche nel ventunesimo secolo, sia nell'elettronica che in altri generi.
La strumentazione electro comprende perlopiù strumenti analogici che favoriscono la sintesi analogica, linee di basso programmate, riff sintetici sequenziati o arpeggiati ed effetti sonori atonali creati con sintetizzatori. L'uso massiccio di effetti come il riverberi, il delay, l'eco, il chorus o il phaser insieme a inquietanti archi sintetici o suoni di pad, contribuiva a enfatizzare delle atmosfere fantascientifiche o futuristiche. Il singolo del 1983 del gruppo electro hip hop Warp 9 intitolato Light Years Away, prodotto e scritto da Lotti Golden e Richard Scher, esemplifica l'aspetto fantascientifico e afrofuturista dell'elettronica, che si riflette sia nei testi che nella strumentazione. L'immaginario del suo spazio di ritornello lirico è il luogo in cui la razza umana rende omaggio al film di Sun Ra del 1974, mentre le sue linee di sintetizzatore e gli effetti sonori sono infarciti da fantascienza, giochi per computer e cartoni animati, "nati dal revival della narrativa fantascientifica.". Proprio per tali motivi nell'electro non mancano alcuni concept album ispirati alla fantascienza.
L'electro è spesso strumentale, ma ha come comune denominatore la presenza di una voce elaborata attraverso un vocoder. Inoltre la sintesi vocale può essere utilizzata per creare contenuti lirici robotici o meccanici, come nei casi di Planet Rock di Afrika Bambaata e di Nunk di Warp 9. Alcuni dei primi artisti electro utilizzavano il rapping. I rapper erano principalmente uomini; le rapper femminili dell'electro comprendono quella dei Warp 9 e interpreti soliste come Roxanne Shante. Lo stile lirico emerso insieme all'elettronica è diventato meno popolare negli anni '90, poiché il rap ha continuato ad evolversi, dominando la musica hip hop.

## Storia

### Origini

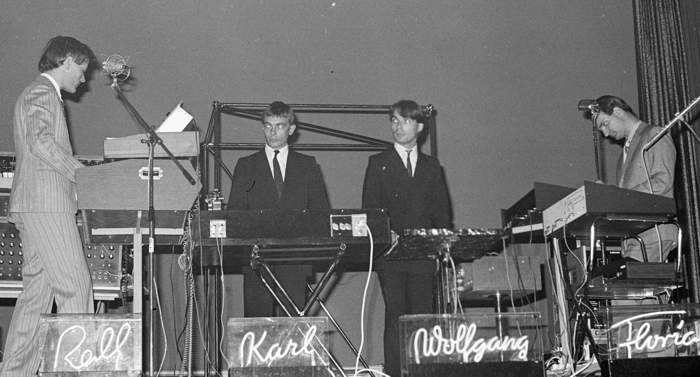
I Kraftwerk a Zurigo nel 1976

Dopo il declino della disco music alla fine degli anni settanta, vari artisti funk come Zapp & Roger iniziarono a sperimentare con le talk box usando ritmiche più pesanti e distintive. Tali sperimentazioni portarono alla nascita dell'electro, che in Inghilterra era originariamente conosciuto come "electro funk".
Nel 1980, la Yellow Magic Orchestra (YMO) divenne uno dei punti di riferimento del genere in quanto fu unadelle prime band a utilizzare la drum machine programmabile TR-808. Nello stesso anno, il membro degli YMO Ryuichi Sakamoto pubblicò Riot in Lagos, considerato uno dei primi esempi del genere, ed è accreditato per aver anticipato i ritmi e i suoni dell'electro. L'influenza della canzone può essere vista nel lavoro di pionieri electro successivi come Afrika Bambaataa e Mantronix.

### 1982: la nascita dell'electro

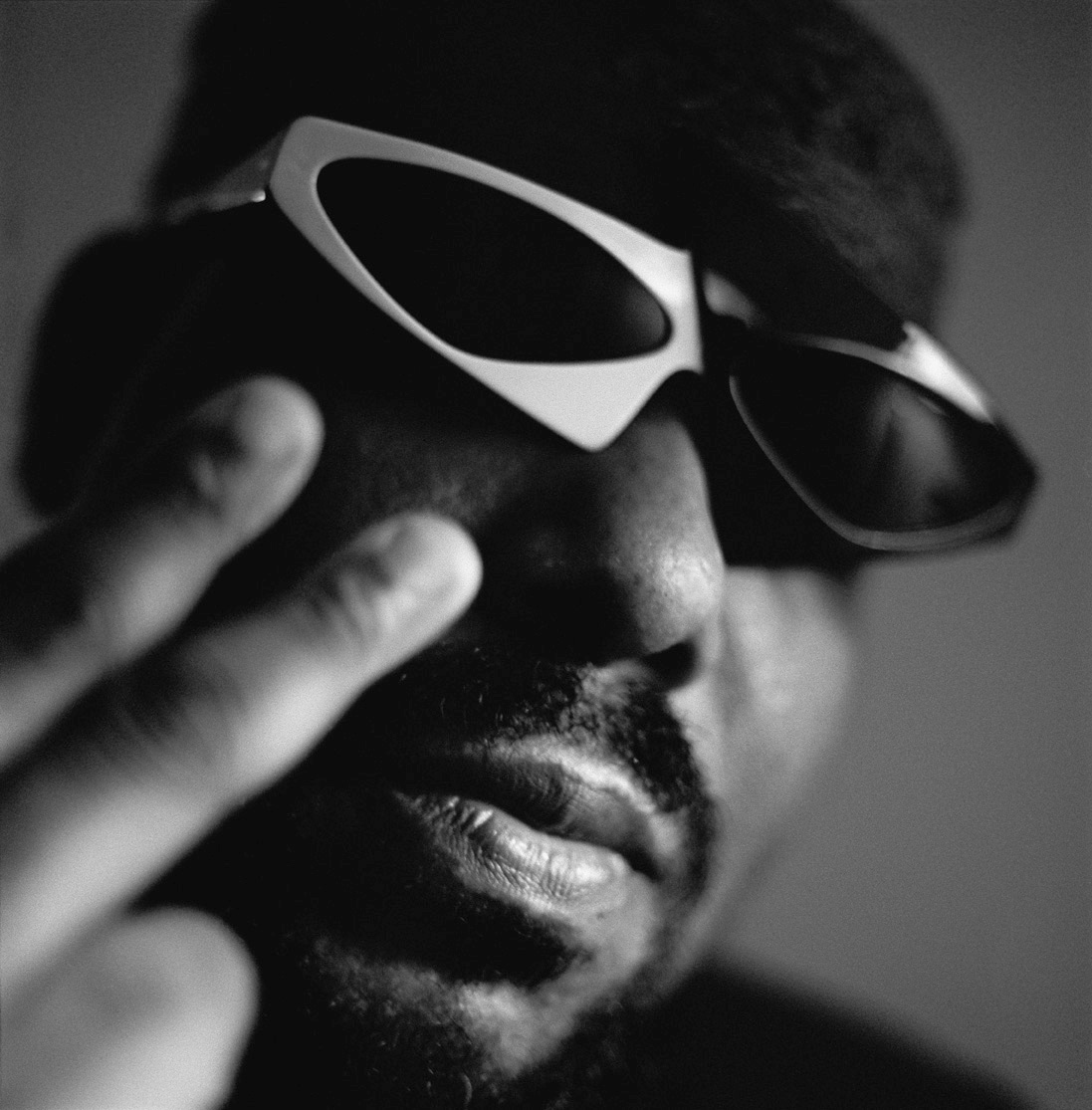
Afrika Bambaataa

Il 1982 fu un anno spartiacque per l'electro. Il produttore del Bronx Afrika Bambaataa pubblicò la traccia fondamentale Planet Rock, che contiene spezzoni di Trans Europe Express dei Kraftwerk (dall'album omonimo) e di Numbers (dall'album del 1981 Computer World dei Kraftwerk) combinati all'uso della tipica ritmica della TR-808. Planet Rock è considerato un punto di svolta nel genere electro, "come una luce accesa". Un altro disco rivoluzionario pubblicato quell'anno, Nunk degli Warp 9 che utilizzava "immagini tratte dai videogiochi e slang hip hop". Sebbene non sia stato pubblicato, un pre-Def Jam come Russell Simmons produsse il singolo proto hip-hop di Bruce Haack Party Machine in uno studio a Filadelfia. Le pubblicazioni di electro hip hop nel 1982 includono brani di Planet Patrol, Warp 9, Man Parrish, George Clinton (Computer Games), Grandmaster Flash and the Furious Five, Tyrone Brunson, The Jonzun Crew e Whodini.
Nel 1983 Hashim pubblicò l'influente Al-Naafiysh (The Soul), che divenne la prima uscita della Cutting Record nel novembre 1983. All'epoca Hashim fu influenzato da Hip Hop, Be Bop di Man Parrish, She Blinded Me With Science di Thomas Dolby e Planet Rock di Afrika Bambaataa. Al-Nafyish venne successivamente incluso nella compilation dei Playgroup Kings of Electro (2007), insieme ad altri classici dell'electro come Riot in Lagos di Sakamoto. Sempre nel 1983, Herbie Hancock, in collaborazione con , pubblicò il singolo di successo Rockit, supportato ai giradischi dal DJ Grand Mixer D.ST, da Bill Laswell e i Material, darà luce a un brano che influenzerà molti artisti a venire. Tutto ciò sarà documentato in tre album: Future Shock,  Sound System e Perfect Machine.

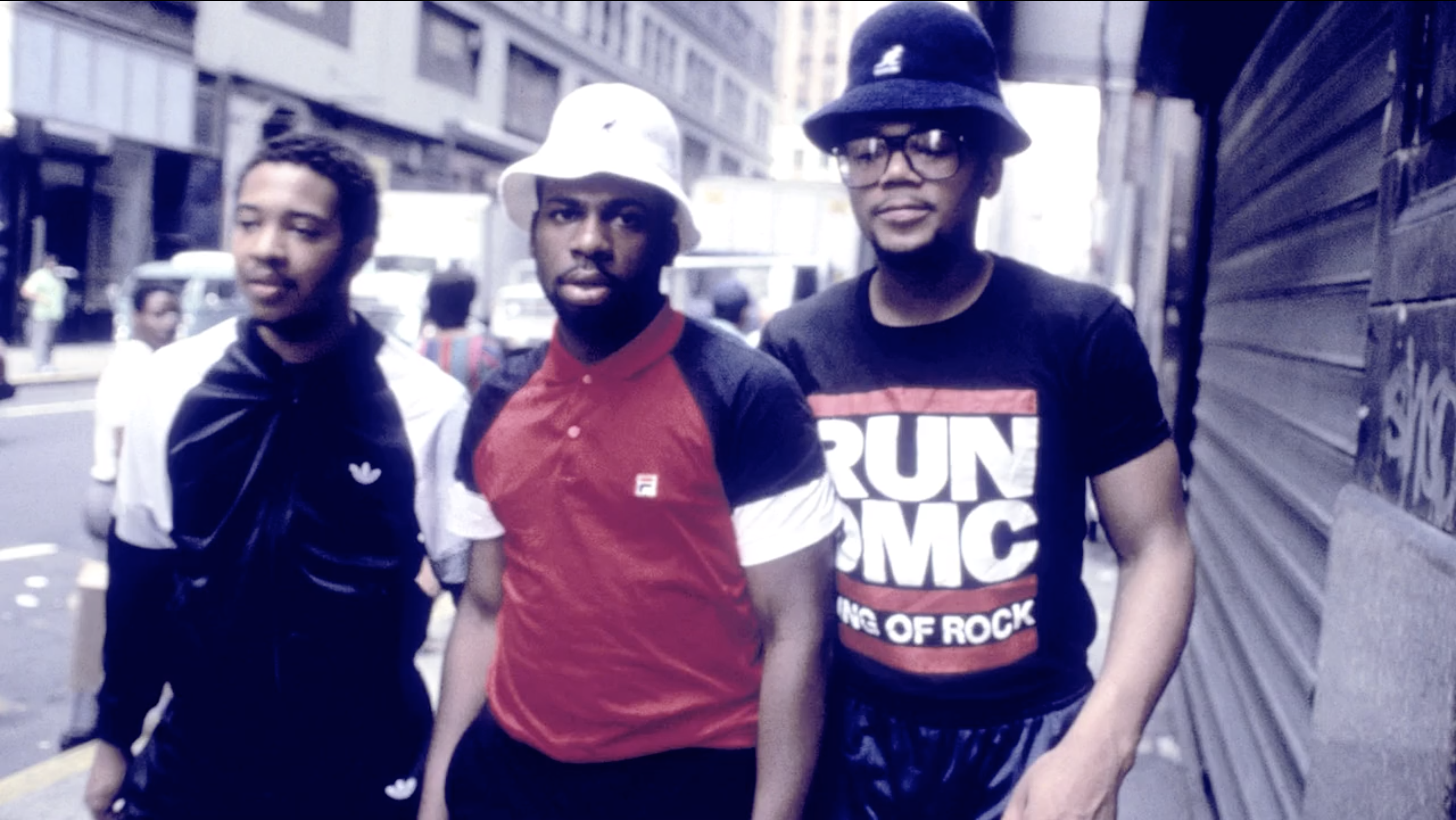
I Run-DMC negli anni ottanta

Bambaataa e gruppi come Planet Patrol, Jonzun Crew, Mantronix, Newcleus, Warp 9 e il gruppo di Detroit Cybotron di Juan Atkins continuarono a influenzare generi Detroit techno quali la ghettotech, il breakbeat, la drum and bass e l'electroclash. I primi produttori del genere electro (in particolare Arthur Baker, John Robie e Shep Pettibone) ebbero poi un ruolo di primo piano nel movimento freestyle insieme a Lotti Golden e Richard Scher (il produttore / sceneggiatore dei Warp 9) che fusero electro, funk e hip hop con elementi di musica latina.
Un'altra importante considerazione va data al duo newyorkese Mantronix formata dal beatmaker Kurtis Mantronik e il rapper MC Tee, i due furono attivi con il primo singolo Fresh Is the Word dal 1985, produssero cinque album in studio: Mantronix: The Album (1985), Music Madness (1986), In Full Effect (1988), This Should Move Ya (1990) e This Incredible Sound Machine (1991). Furono pubblicate cinque compilation con varie collaborazioni e tracce bonus aggiuntive. Nel 1996 fu pubblicato un singolo dal titolo It's Time to Party in collaborazione con la cantante Altea McQueen, ma ebbe scarse attenzioni e le attività della band cessarono. I generi che influenzano la band si sono evoluti nel corso del tempo, la rap music è sempre presente come timbro vocale assieme a vocalizzi R&B di varie cantanti o frasi trattate con il vocoder. Kurtis Mantronik utilizzava una Roland TR-606 e una TR-303 per comporre, variando così dall'electro funk a sonorità techno e dance tipiche degli anni ottanta.
Alla fine degli anni ottanta, il genere si evolse in quello che oggi è noto come new school hip hop. L'uscita di It's Like That (1983) di Run DMC segnò un passaggio sonorità che ricorrono a ritmiche minimali e metalliche: 151 campioni ripresi dal rock hanno sostituito i sintetizzatori che avevano avuto un ruolo così importante negli stili e nelle tecniche electro e rap si è evoluto in tandem, ancorando il rap alla mutevole cultura hip hop. Baker, Pettibone, Golden e Scher hanno goduto di solide carriere anche nell'era house music, eludendo la "trappola del genere" per produrre artisti tradizionali con successo.

### L'electro negli anni novanta
Negli anni novanta, con l'arrivo si assistette a un revival electro con artisti come I-F, DJ Hell e Hacker & Miss Kittin, Tiga e Zombie Nation.
Negli anni 1990 e all'inizio degli anni 2000, i musicisti della Detroit Techno James Stinson e Gerald Donald hanno pubblicato numerosi EP, singoli e album di musica elettronica concettuale sotto diversi pseudonimi. Il loro progetto principale, Drexciya, è noto per l'esplorazione di fantascienza e temi acquatici.

## Sottogeneri

### Electro-soul
All'inizio degli anni 1980, il DJ techno di Detroit Eddie Fowlkes diede forma a uno stile correlato chiamato electro-soul, caratterizzato da una linea di basso predominante e un breakbeat elettronico sminuzzato in contrasto con voci maschili piene di sentimento. Le produzioni electro-soul di Kurtis Mantronik per Joyce Sims prevedevano la nuova combinazione di hip hop ed elementi soul del New jack swing. In un profilo del 2016 sull'ascesa del genere nella scena musicale di Denver, Dylan Owens del The Denver Post scrive: "Come per tutti i generi alle prime armi, poco dell'electro-soul è definito, anche come chiamarlo. (Degli otto artisti intervistati per questo articolo, nessuno era d'accordo su un nome qualsiasi.) Ma quello che sembra sicuro è la sua ascesa, soprattutto a livello locale. Se Denver può essere conosciuto come il portatore di fiaccole musicali di qualsiasi genere, è l'electro-soul, un vortice metà dal vivo e metà prodotto di musica hip-hop, soul, funk e jazz.".

### Electro hop
Egyptian Lover ed Arabian Prince di Los Angeles hanno dato vita all'electro hop, meno funky, e più vicino al West Coast hip hop con le sue forti linee di basso, dove si nota una certa somiglianza al suono di Maggotron e 2 Live Crew  e altri alla scena del Miami bass. Altri artisti di questo genere sono Chris "The Glove" Taylor e World Class Wreckin' Cru.

### Techno bass
Detroit ha inoltre un suo stile unico, denominato techno bass che fonde la Detroit techno con il sottogenere Miami bass. Sulla East Coast e specialmente a Miami, l'electro ha dato vita a quello che viene detto Latin freestyle, genere nato con Shannon; il genere in sé avrà soprattutto molta popolarità nelle aree latine ma anche oltre i confini, in Canada, e si tratterà di una fusione con musica latina, R&B e soul.